# Alfred Zingler
Alfred Wilhelm Hermann Zingler (* 6. Juni 1885 in Sprottau, Landkreis Sprottau, Provinz Schlesien; † 28. August 1944 im Zuchthaus Brandenburg) war ein deutscher Journalist, Politiker (SPD) und ein Opfer der NS-Kriegsjustiz.

## Leben und Tätigkeit
Alfred Zingler war der Sohn eines preußischen Amtsgerichtssekretärs. Nach dem Besuch der Volksschule in Hoyerswerda, der Realschule und des humanistischen Gymnasiums in Görlitz beendete er seine Schulbildung mit dem Erwerb des Einjährigen an der Landwirtschaftsschule in Liegnitz. Anschließend begann er eine Ausbildung für den mittleren Justizdienst, die er jedoch vorzeitig abbrach. Stattdessen widmete er sich schöngeistigen Interessen: Ab 1909 arbeitete er als Schauspieler.
1913 vollzog Zingler einen erneuten Karrierewechsel: Er wandte sich von der Schauspielerei ab und wurde Journalist. Er wurde Chefredakteur der Breslauer Morgenzeitung. Nach dem Ausbruch des Ersten Weltkriegs – an dem er nicht teilnahm, da die Rekrutierungsbehörde ihn als untauglich einstufte – arbeitete er für das Wolffs Telegraphisches Bureau. 1916 siedelte er nach Tilsit über, wo er die Schriftleitung der Tilsiter Zeitung übernahm.
Politisch orientierte Zingler sich mit der Zeit immer weiter nach links: Am 10. Februar 1919 trat er in die SPD ein, in der er sich dem reformorientiert-pragmatischen Flügel anschloss. Bald danach wurde er Stadtverordneter in Tilsit.
Zum 1. April 1919 übernahm Zingler den Chefredakteursposten der neugegründeten sozialdemokratischen Zeitung in Tilsit, der Tilsiter Volksstimme. Im Mai 1921 wechselte er in die Redaktion der Volkswacht in Regensburg. 1923 ließ Zingler sich im Ruhrgebiet nieder: Er wurde zunächst Redakteur bei der Neuen Freien Presse in Hagen und dann, noch im selben Jahr, Lokalredakteur der sozialdemokratischen Tageszeitung Volkswille in Gelsenkirchen, wo er fortan seinen Lebensmittelpunkt hatte. Diese Stellung behielt er bis zum Verbot der Zeitung am 27. Februar 1933 bei. In der Gelsenkirchener SPD gehörte Zingler schließlich dem Ortsvorstand und dem Vorstand der lokalen Sektion des Reichsbanner Schwarz-Rot-Gold an.
Nach der Machtergreifung der Nationalsozialisten im Frühjahr 1933 entschied sich Zingler in die Emigration zu gehen: Im Mai 1933 siedelte er in die Niederlande über. Mit Hilfe der niederländischen Sozialdemokratie fand er Zuflucht in Hengelo, von wo aus er sich als Redakteur der Freien Presse, einer sozialdemokratisch orientierten Exil-Zeitung, publizistisch gegen das NS-Regime betätigte: Er belieferte die Zeitungen Freies Deutschland (Amsterdam), Freie Presse (Amsterdam) und Der Neue Vorwärts (Prag) mit anti-nationalsozialistischen Artikeln. Daneben half er bei der Einschmuggelung der Sozialistischen Aktion, einem sozialdemokratischen Widerstandsblatt, und anderen gegen das dort herrschende Regime gerichteten Propagandaschriften ins deutsche Staatsgebiet, wo sie vor allem im Ruhrgebiet verbreitet wurden. Umgekehrt empfing er von den zurückkehrenden Kurieren Informationen, die er innerhalb von Emigrantennetzwerken in den Niederlanden und Europa zur Förderung ihrer politischen Arbeit verbreitete.
Von den Polizeiorganen des in Deutschland herrschenden Systems wurde Zingler derweil als Staatsfeind angesehen: Er wurde mit Bekanntmachung vom 16. September 1937 (veröffentlicht in der Nr. 216 des Deutschen Reichsanzeigers und Preußischen Staatsanzeigers vom 18. September 1937) ausgebürgert. Da man ihn irrtümlich in Großbritannien vermutete, wurde er Anfang 1940 vom Reichssicherheitshauptamt auf die Sonderfahndungsliste G.B. gesetzt, ein Verzeichnis von Personen, die im Falle einer erfolgreichen deutschen Invasion Großbritanniens durch die Sonderkommandos der SS-Einsatzgruppen mit besonderer Priorität ausfindig gemacht und verhaftet werden sollten.
Im Gefolge der deutschen Besetzung der Niederlande im Jahr 1940 ging Zingler in den Untergrund. Er lebte mehrere Jahre unerkannt in dem Dorf Almen. Am 2. Juli 1943 wurde Zingler schließlich von den deutschen Besatzungsbehörden in den Niederlanden aufgespürt und ins Gefängnis in Arnheim verschleppt. Zusammen mit seiner Frau wurde er zunächst ins KZ Herzogenbusch und ins Durchgangslager Amersfoort verbracht, von wo sie im Januar 1944 ins Gefängnis Gelsenkirchen überführt wurden. Alfred Zingler wurde schließlich nach Berlin gebracht. Am 30. Juni 1944 wurde er schließlich – obwohl er die deutsche Staatsbürgerschaft nicht mehr besaß – wegen der Vorwürfe, Vorbereitung zum Hochverrat und Wehrkraftzersetzung gegen das Deutsche Reich begangen zu haben, vor dem 1. Senat des Volksgerichtshofs angeklagt. Konkret wurde ihm vorgehalten, in Aufsätzen in den Jahren von 1933 bis 1940 gegen das Deutsche Reich und Volk gehetzt zu haben, an der Organisation von NS-feindlichen Kurierreisen ins Reich und der Verbreitung von sozialdemokratischen Hetzschriften gegen das NS-System mitgewirkt zu haben und durch Äußerungen während seiner Haftzeit, in denen er an den Chancen eines für die deutsche Seite siegreichen Kriegsausgangs zweifelte, „unseren Kriegsfeinden als deren Propagandaknecht gedient“ zu haben. So hatte er Mithäftlingen erklärt, dass ein deutscher Kriegssieg für Europa die Sklaverei bedeuten würde, munterte einen Mitgefangenen, dessen Sohn zur Roten Armee übergelaufen war, auf, dass der Sohn zurückkehren werde, weil die humanitäre Idee letztlich siegen werde und erklärte, dass man in Holland allgemein auf einen Sieg der Briten und Amerikaner, durch Invasion des Kontinents und Befreiung der kleinen Völker hoffe. In der Verhandlung am 17. Juli 1944 unter dem Vorsitz von Roland Freisler (Beisitzer: Schlemann, Daniel Hauer, Hangold, Winter) wurde er für schuldig befunden und zum Tode verurteilt.
Alfred Zinglers Hinrichtung wurde schließlich am 28. August 1944 im Zuchthaus Brandenburg-Görden vollzogen.

## Gedenken
Heute erinnern in Gelsenkirchen die Alfred-Zingler-Straße sowie das Alfred-Zingler-Haus an sein Leben und sein Engagement in der Stadt. Die Eheleute Zingler werden zudem auf der Homepage gelsenkirchen.de gewürdigt.

## Familie
Am 26. September 1914 heiratete Zingler die Buchhalterin Margarethe Wiesner (1895–1973). Diese engagierte sich wie er in den 1920er und 1930er Jahren und erneut nach Kriegsende in der Sozialdemokratischen Partei sowie in gemeinnützigen Einrichtungen in Gelsenkirchen.